# 抹大拉的馬利亞教堂 (湯頓)
抹大拉的馬利亞教堂（英語：Church of St Mary Magdalene）是英國英格蘭索美塞特郡湯頓的一座教堂，是英格蘭教會的教區教堂。這座教堂竣工於1508年，是一座早期都鐸哥特式建築。教堂建築是I級登錄建築。這座教堂也是大教堂網的成員之一。

## 外部連結
- 维基共享资源上的相關多媒體資源：St. Mary Magdalene, Taunton
- St Mary Magdalene web site （页面存档备份，存于）